# R Praggnanandhaa
Rameshbabu Praggnanandhaa (n. 10 august 2005, Chennai, Tamil Nadu, India) este un mare maestru indian de șah. El a fost considerat un copil minune al șahului, a devenit maestru internațional la vârsta de 10 ani și mare maestru la 12 ani. La 22 februarie 2022, la vârsta de 16 ani, a devenit cel mai tânăr jucător care l-a învins pe campionul mondial de la acea dată, Magnus Carlsen, într-un joc rapid la Turneul de șah rapid Airthings Masters.

## Cariera de șah
Praggnanandhaa a câștigat titlul Campionatului Mondial de șah sub 8 ani în 2013, această victoria aducându-i titlul de Maestru FIDE.  În 2015 a câștigat și titlul de campion Mondial la sub 10 ani.
În 2016, Praggnanandhaa a devenit cel mai tânăr maestru internațional din istorie, la vârsta de 10 ani, 10 luni și 19 zile. El a atins prima sa normă de mare maestru la Campionatul Mondial de șah pentru juniori în noiembrie 2017, terminând pe locul patru cu 8 puncte. El și-a câștigat a doua normă la turneul de normă Heraklion Fischer Memorial GM din Grecia, pe 17 aprilie 2018. La 23 iunie 2018, a atins a treia și ultima sa normă la Gredine Open din Urtijëi, Italia, învingându-l pe Luca Moroni în turul a opta, devenind, la vârsta de 12 ani, 10 luni și 13 zile, a doua cea mai tânără persoană care să ajungă vreodată la rangul de mare maestru (Serghey Karjakin a obținut titlul la 12 ani și 7 luni). El este a cincea cea mai tânără persoană care a obținut vreodată titlul de Mare Maestru (MM), după Abhimanyu Mishra,  Sergey Karjakin, Gukesh D și Javokhir Sindarov.
În 2018, Praggnanandhaa a fost invitat la Magistral de León Masters din Spania pentru un set de patru meciuri rapide împotriva lui Wesley So. L-a învins pe So în primul joc, iar după trei jocuri scorul a fost egal la 1½–1½. În ultimul joc, So l-a învins Praggnanandhaa, câștigând meciul cu 2½–1½. 
În ianuarie 2018, la jocurile de iarnă cu invitație ale Marilor Maeștri la Charlotte Chess Center, din Charlotte, Carolina de Nord, Praggnanandhaa s-a clasat pe locul al treilea împreună cu cu  Alder Escobar Forero (MM) și  Denys Shmelov (Maestru Internațional), cu un scor de 5,0/9.
În iulie 2019, Praggnanandhaa a câștigat Xtracon Chess Open din Danemarca, obținând 8½/10 (+7–0=3) puncte. Pe 12 octombrie 2019, a câștigat Campionatele Mondiale de Tineret la secțiunea sub-18 cu scorul de 9/11. În decembrie 2019, a devenit a doua cea mai tânără persoană care a obținut un rating de 2600. A făcut asta la vârsta de 14 ani, 3 luni și 24 de zile.
În aprilie 2021, Praggnanandhaa a câștigat Polgar Challenge, prima etapă (din patru) a concursului Julius Baer Challengers Chess Tour, un eveniment online rapid organizat de Julius Baer Group și Chess24.com pentru tinere talente. El a obținut  15,5/19, cu 1,5 puncte în fața următorilor concurenți cel mai bine plasați. Această victorie l-a ajutat să se califice la următorul turneu de șah Meltwater Champions din 24 aprilie 2021, unde a terminat pe locul 10 cu un scor de 7/15 (+4-5=6), inclusiv victorii împotriva lui Teimour Radjabov, Jan-Krzysztof Duda, Sergey Karjakin și Johan-Sebastian Christiansen, precum și un egal împotriva campionului mondial Magnus Carlsen.
Praggnanandhaa a intrat la Cupa Mondială de șah 2021 fiind cap de serie a 90-a. El l-a învins pe MM Gabriel Sargissian cu 2–0 în runda a 2-a și a avansat în runda a 4-a după ce l-a învins pe MM Michał Krasenkow în tiebreak-urile rapide din runda 3. A fost eliminat în turul patru de Maxime Vachier-Lagrave.
Praggnanandhaa a jucat în secțiunea Masters a Turneului de șah Tata Steel 2022 terminând pe locul 12 cu un scor final de 5½.
La 20 februarie 2022, a devenit al treilea jucător indian (după Anand și Harikrishna) care a câștigat un joc împotriva campionului mondial Magnus Carlsen, în turneul rapid Airthings Masters online al Champions Chess Tour 2022, îb formatul de timp 15+10.
La turneul de șah rapid online Chessable Masters din mai 2022, el l-a învins din nou pe Carlsen, a doua victorie asupra lui în 3 luni și a avansat în finală.
El l-a învins pe Carlsen de trei ori în FTX Crypto Cup 2022, terminând pe locul al doilea în spatele lui Carlsen în clasamentul final.
În ianuarie 2023, Praggnanandhaa a jucat în Tata Steel Chess Masters 2023 unde a încheiat turneul pe locul 9 cu un scor de 6/13.
La Cupa Mondială de șah 2023, Praggnanandhaa, în vârstă de 18 ani, a devenit cel mai tânăr jucător din lume care a ajuns în finala Cupei Mondiale de șah. Praggnanandhaa l-a învins pe Fabiano Caruana în tie-break-uri în semifinale.  El a devenit, de asemenea, al doilea indian după Viswanathan Anand care a ajuns în finala Cupei Mondiale de șah. Jocul său  împotriva fostului campion mondial de șah clasic Magnus Carlsen în finală a dus la o înfrângere în tie-break-urile rapide, asigurându-i locul doi și calificarea la Turneul Candidaților din 2024.

## Viața personală
Praggnanandhaa s-a născut în Chennai, Tamil Nadu, la 10 august 2005. Tatăl său, Rameshbabu, lucrează ca director de sucursală de bancă  iar mama sa, Nagalakshmi, este casnică și îl însoțește adesea la competiții naționale și internaționale. El a urmat cursurile Velammal Main Campus din Chennai. El este fratele mai mic al lui R Vaishali, care este Femeie Mare Maestru și Maestru Internațional.